# Passiflora decipiens
Passiflora decipiens är en passionsblomsväxtart som beskrevs av Maxwell Tylden Masters. Passiflora decipiens ingår i släktet passionsblommor, och familjen passionsblomsväxter. Inga underarter finns listade i Catalogue of Life.